# Конор Макменамін
Конор Макменамін (24 серпня 1995) — футболіст шотландського клубу «Сент-Міррен» і національної збірної Північної Ірландії.

## Клубна кар'єра
Макменамін розпочав свою кар'єру в «Лінфілді», а у 2015 році перейшов у «Гленторан» Він провів один сезон у «Гленторані», перш ніж приєднатися до Ворренпойнт Таун.
У 2018 році він приєднався до «Кліфтонвіля». 26 грудня 2019 року він забив обидва голи в дербі Північного Белфаста проти «Крузейдерс» на Сів'ю з рахунком 2:1. У січні 2021 року Макменамін повернувся в Гленторан.
6 липня 2023 року Макменамін приєднався до шотландського клубу Прем'єр-ліги «Сент-Міррен» за дворічною угодою за суму, яка не розголошується.

## Виступи за збірну
Макменамін дебютував у збірній Північної Ірландії 5 червня 2022 року проти Кіпру в Лізі націй УЄФА.

## Титули і досягнення
Лінфілд
- Графство Антрім Шилд : 2013–14

Гленторан
- Суперкубок 2015–16

Уорренпойнт
- Чемпіонат ПІФЛ : 2016–17

Кліфтонвіль
- Графство Антрім Шилд : 2019—2020